# Statens It
55°44′09.8″N 12°23′25.3″Ø / 55.736056°N 12.390361°Ø
Statens It er en styrelse under Finansministeriet, der har til opgave at drive, supportere og udvikle informationsteknologi i statslige institutioner. Pt. leverer Statens It services til 21 ministerier og en del af deres styrelser, i alt ca. 45.000 brugere. Styrelsen blev dannet i 2009 og har i 2024 ca. 650 ansatte.
Statens It blev etableret som følge af, at VK-regeringen i efteråret 2007 besluttede at effektivisere centraladministrationen ved at samarbejde på tværs af ministerierne. I februar 2008 viste en rapport fra Finansministeriet, at der kunne hentes effektiviseringsgevinster ved at samle drift, support og udvikling af it-systemer i staten. Oprindeligt skulle Statens It placeres under Skatteministeriet, men inden etableringen flyttedes styrelsen til Finansministeriet.
Staten It leverede fra 2010 til otte ministerområder, men i 2016 besluttede den daværende VK-regering at resten af staten skulle omfattes af Statens It.
Styrelsen har til formål at bidrage til den yderligere digitalisering af staten, at opnå stordriftsfordele gennem standardisering og sammenlægning af systemer. 
Statens It's ledelse:
- februar 2008 – 14. maj 2009: Statens It ledes af forskellige projektledere og kontorchefer
- Jan Cilius, direktør 15. maj 2008 – 30. juni 2009
- Lone Strøm, konstitueret direktør 1. juli 2009 – 2. november 2009 og direktør 3. november 2009 – 30. april 2012
- Søren Vulff, konstitueret direktør 1. maj 2012 – 31. juli 2012
- Michael Ørnø, direktør 1. august 2012 –